# Automatyka domowa
Automatyka domowa – możliwość wszechstronnego sterowania urządzeniami domowymi. 

## Główna idea
Urządzenia można zaprogramować, by w odpowiedni sposób komunikowały się między sobą, co powoduje, że ingerencja człowieka staje się niepotrzebna lub ograniczona. Stosowanie automatyki domowej ma na celu zwiększenie komfortu mieszkańców domu, ich bezpieczeństwa, a także ograniczenie zużycia energii. Systemy automatyki domowej stanowią duże ułatwienie zwłaszcza w domach i mieszkaniach osób niepełnosprawnych. Sterowanie możliwe jest zależnie od posiadanych urządzeń oraz oprogramowań. Większość systemów automatyki domowej umożliwia sterowanie poprzez Internet.

## Instalacje

### Oświetleniowa
Umożliwia sterowanie oświetleniem w sposób standardowy, jak również pozwala:
- Tworzyć tzw. sceny świetlne. To znaczy sterować kilkoma odbiornikami jednocześnie przyciskając jeden przycisk. Odbiorniki (źródła światła) mogą zostać wysterowane z różnym poziomem natężenia tworząc pewien nastrój w pomieszczeniu. Jednym przyciskiem można ustawić scenę odpowiednią do oglądania telewizji, spożywania posiłku lub włączyć wszystkie światła.
- Zintegrować oświetlenie z instalacją alarmową. Wykorzystując czujki ruchu instalacji alarmowej można automatycznie sterować włączaniem oświetlenia w pomieszczeniach gdzie znajdują się ludzie.
- Dobrać odpowiednie natężenie oświetlenia w pomieszczeniach z uwzględnieniem światła docierającego zza okna.

### HVAC
Z angielskiego Heating, Ventilation and Air Conditioning to sterowanie ogrzewaniem, wentylacją i klimatyzacją. System sterowania uwzględnia temperaturę, wilgotność powietrza i zawartość dwutlenku węgla w pomieszczeniu.

### Alarmowe
Systemy alarmowe zwiększają bezpieczeństwo budynku i osób w nim przebywających. W zależności od funkcji reagują na różne zagrożenia.
- SSWN

System sygnalizacji włamania i napadu budynku zautomatyzowanego różni się od standardowego tym, że łatwo go zintegrować z pozostałymi systemami w domu. Może na przykład symulować obecność domowników włączając i wyłączając odbiorniki.
- SSP

System sygnalizacji pożarowej.
- CCTV

Z angielskiego Closed Circuit Television to system monitoringu pomieszczeń przy użyciu kamer. Może współpracować z instalacją SSWN. W standardzie jest możliwość transmisji sygnału poprzez internet.
- System detekcji gazów

Szereg czujników mających na celu detekcję gazów trujących i wybuchowych. Z reguły wykorzystywany w pomieszczeniach zagrożonych wyciekiem lub kompensacją gazu np. kotłownie gazowe, garaże zamknięte, akumulatorownie czy magazyny wysokiego składowania lotnych substancji chemicznych.
Czujniki detekcji gazów stosuje się najczęściej do sterowania załączaniem wentylatorów wyciągowo-przewietrzających – w przypadku gazów trujących, bądź zamknięcia głównego zaworu na zasilaniu – dla gazów wybuchowych.

### Teleinformatyczne
Zawiera instalację telefoniczną oraz okablowanie strukturalne dla sieci komputerowej lub system bezprzewodowy WiFi.

### Dystrybucji dźwięku i obrazu RTV/SAT
Umożliwia odbiór programów telewizyjnych, radiowych i odtwarzanie płytoteki w dowolnym pomieszczeniu. Może być zintegrowany z systemem domofonowym.

### Inne instalacje
- Sterowanie roletami i żaluzjami
- Sterowanie otwieraniem okien i drzwi
- Sterowanie bramą wjazdową i garażową (zobacz też: Automatyka do bram)
- System nawadniania
- System pogodowy

## Połączenie
W automatyce budynkowej wykorzystuje się różne rodzaje połączeń między urządzeniami, między innymi:
- KNX
- DALI (system sterowania oświetleniem)
- ABB free@home
- Siedle
- Zamel

Systemy automatyki budynkowej mogą działać poprzez magistralę komunikacyjną lub bezprzewodowo.